# غلاديس كالدويل فيشر
غلاديس كالدويل فيشر (بالإنجليزية: Gladys Caldwell Fisher)‏ هي نحّاتة أمريكية، ولدت في 6 أبريل 1907، وتوفيت في 1952.